# ترمكتشي
ترمكتشي هي قرية في مقاطعة تكاب، إيران. يقدر عدد سكانها بـ 81 نسمة بحسب إحصاء 2016.